# L'aventure
L'aventure is het eerste solo-album van BZN-zanger Jan Keizer.
In april 2000, op zijn verjaardag, ging voor Jan Keizer ook een langgekoesterde wens in vervulling. Naast het werk voor BZN had hij de periode van zijn ziekte gebruikt voor het maken van zijn eerste, volledig Franstalige, solo-album. Hij heeft altijd willen wachten tot de band ophield met bestaan, maar nu het daar nog steeds niet van komt, vindt Jan het toch tijd voor dit project.
Op het album L'aventure staan in totaal 12 nummers. Naast bekende evergreens als "Si J'Étais Président" en "Prendre Un Enfant" staan er ook vier eigen composities op het album.
Het solo-album wordt voorafgegaan door de single Ça Va Pas Changer Le Monde, dat een bescheiden hit werd in de Mega Top 100. Voor de televisie werd door de TROS ook een special gemaakt om het album visueel te ondersteunen. In Parijs is Jan onder andere te zien als clochard en wordt hij vereeuwigd op het canvas door een schilder op Montmartre. Halverwege juni werd ook nog Musica uitgebracht als single. Deze bereikte geen enkele notering in de hitlijsten.